# ポセッツ峰
ポセッツ峰（スペイン語: Pico Posets）またはリャルダーナ峰(Punta de Llardana)は、ピレネー山脈中央部にある山。

## 地理
標高は3,369mであり、アネト山に次いでピレネー山脈で2番目に高い山である。アラゴン州ウエスカ県リバゴルサに位置している。プロミネンス（山麓からの比高）は1,125m。

## 登山
アネト山の初登頂に遅れること14年、1856年8月6日にイギリスのH・ハルケット隊がポセッツ峰に初登庁した。ハルケット隊から約25年後にはロジェール・デ・モンツとセレスティン・パセットが冬季初登頂を達成した。
標高2,095mのアンヘル・オルス山小屋から明瞭なルートが北西方向に伸びている。約1時間歩いて小川を超えると、ルートが二手に分かれている。右手のルートを選び、ほぼ一年中凍結している場所があるカナル・フォンダと呼ばれる狭い谷を歩く。ピッケルやアイゼンがあると便利である。3時間弱で「リャルダーナの歯」の下にたどりつき、石場を超えると頂上に達する。同じルートを使用して山小屋に下る場合には約3時間かかる。

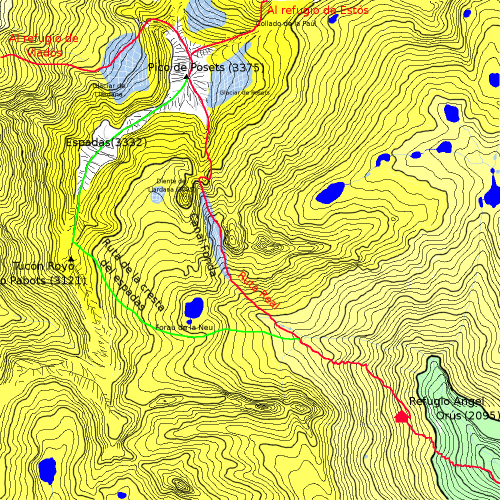
登山ルートの地形図
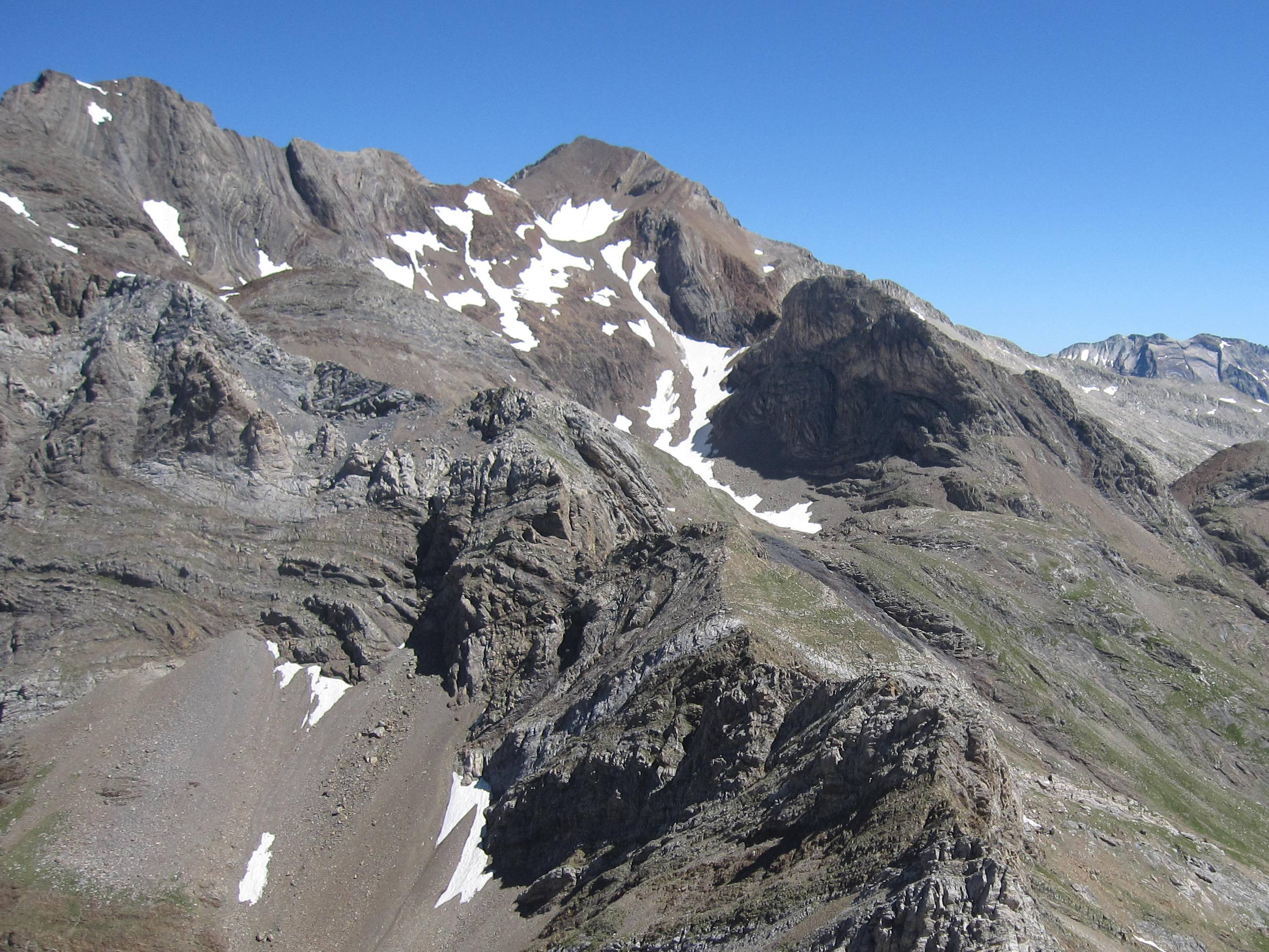
フォルケタ峰から見たポセッツ峰